# Horaga osmana
Horaga osmana är en fjärilsart som beskrevs av Cowan 1966. Horaga osmana ingår i släktet Horaga och familjen juvelvingar. Inga underarter finns listade i Catalogue of Life.